# Pitcher Plants of the Old World
Pitcher Plants of the Old World, es una monografía en dos volúmenes por Stewart McPherson de las plantas carnívoras de los géneros Nepenthes y Cephalotus. Fue publicado en mayo de 2009 por Redfern Historia Natural Producciones y cubría todas las especies conocidas en el momento. La obra fue editada por Alastair Robinson y Andreas Fleischmann.
La monografía fue continuada en 2011 por  New Nepenthes: Volume One, una obra complementaria que cubría los muchos taxas de Nepenthes, documentado en los años anteriores

## Antecedentes
En una entrevista con The Hoopoe, McPherson explicó sus razones para escribir el libro y el extenso trabajo de campo que se trataba:
Preparé plantas de jarra del Viejo Mundo, en respuesta a la falta de información disponible en docenas de especies de Nepenthes. Dado que muchas especies de Nepenthes no están en cultivo, y también porque a menudo hay confusión con respecto a los que son, me decidí a estudiar y fotografiar cada especie de Nepenthes y Cephalotus en la naturaleza, con el fin de documentar cada uno de manera adecuada. Después de graduarse de la universidad en 2006 a la edad de 23 años, empecé a los tres años de intensa investigación se centra en Nepenthes y Cephalotus, y pasé un total acumulado de dieciocho meses en el campo. Durante los últimos tres años, subí más de cien montañas en todo el sudeste de Asia en busca de especies de Nepenthes. Muchos de estos viajes eran relativamente simples, que dura sólo unos pocos días o menos. Otros requieren más extenso esfuerzo, y en unos pocos casos, pasé más de una semana para encontrar una única taxón Nepenthes.

## Contenido
El libro ofrece un relato detallado de la singular Cephalotus follicularis, así como 120 especies de Nepenthes , una de ellas se describe por primera vez ( N. micramphora). Más 5 taxas incompletas: N. sp. Misool, N. sp. Papua (más tarde nombrada N. lamii), N. sp. Phanga Nga (más tarde descrita: N. mirabilis var. globosa), N. sp. Sulawesi (más tarde descrita: N. nigra), and N. sp. Trang (later described as N. kerrii). Nepenthes hamiguitanensis (described in McPherson's next book, Carnivorous Plants and their Habitats) es tratada como un híbriodo natural de N. micramphora and N. peltata.

### Especies
Además de Cephalotus follicularis, los siguientes 120 especies y 5 taxas no descritas de Nepenthes se encuentran en el libro.
| 1. N. adnata 2. N. alata 3. N. alba 4. N. albomarginata 5. N. ampullaria 6. N. angasanensis 7. N. argentii 8. N. aristolochioides 9. N. attenboroughii 10. N. beccariana 11. N. bellii 12. N. benstonei 13. N. bicalcarata 14. N. bokorensis 15. N. bongso 16. N. boschiana 17. N. burbidgeae 18. N. burkei 19. N. campanulata 20. N. chaniana 21. N. clipeata 22. N. copelandii 23. N. danseri 24. N. deaniana 25. N. densiflora 26. N. diatas 27. N. distillatoria 28. N. dubia 29. N. edwardsiana 30. N. ephippiata | 1. N. eustachya 2. N. eymae 3. N. faizaliana 4. N. flava 5. N. fusca 6. N. glabrata 7. N. glandulifera 8. N. gracilis 9. N. gracillima 10. N. gymnamphora 11. N. hamata 12. N. hirsuta 13. N. hispida 14. N. hurrelliana 15. N. inermis 16. N. insignis 17. N. izumiae 18. N. jacquelineae 19. N. jamban 20. N. junghuhnii 21. N. kampotiana 22. N. khasiana 23. N. klossii 24. N. kongkandana 25. N. lamii 26. N. lavicola 27. N. lingulata 28. N. longifolia 29. N. lowii 30. N. macfarlanei | 1. N. macrophylla 2. N. macrovulgaris 3. N. madagascariensis 4. N. mantalingajanensis 5. N. mapuluensis 6. N. masoalensis 7. N. maxima 8. N. merrilliana 9. N. micramphora 10. N. mikei 11. N. mindanaoensis 12. N. mira 13. N. mirabilis 14. N. mollis 15. N. muluensis 16. N. murudensis 17. N. naga 18. N. neoguineensis 19. N. northiana 20. N. ovata 21. N. paniculata 22. N. papuana 23. N. peltata 24. N. pervillei 25. N. petiolata 26. N. philippinensis 27. N. pilosa 28. N. pitopangii 29. N. platychila 30. N. rafflesiana | 1. N. rajah 2. N. ramispina 3. N. reinwardtiana 4. N. rhombicaulis 5. N. rigidifolia 6. N. rowanae 7. N. sanguinea 8. N. saranganiensis 9. N. sibuyanensis 10. N. singalana 11. N. smilesii 12. N. spathulata 13. N. spectabilis 14. N. stenophylla 15. N. sumatrana 16. N. surigaoensis 17. N. talangensis 18. N. tenax 19. N. tentaculata 20. N. tenuis 21. N. thorelii 22. N. tobaica 23. N. tomoriana 24. N. treubiana 25. N. truncata 26. N. veitchii 27. N. ventricosa 28. N. vieillardii 29. N. villosa 30. N. vogelii | Taxas no completadas 1. N. sp. Misool 2. N. sp. Papua (N. lamii) 3. N. sp. Phanga Nga (N. mirabilis var. globosa) 4. N. sp. Sulawesi (N. nigra) 5. N. sp. Trang (N. kerrii) |